# جوهان أندرسن
جوهان أندرسن (بالدنماركية: Johanne Andersen)‏ هي قسيسة دنماركية، ولدت في 11 سبتمبر 1913 في Virket ‏ في الدنمارك، وتوفيت في 30 سبتمبر 1999 في Nykøbing Falster ‏ في الدنمارك.